# Otto Wesoły
Otton Wesoły, niem. Otto der Fröhliche (ur. 23 lipca 1301 w Wiedniu, zm. 17 lutego 1339) – książę Austrii, Styrii i Karyntii z dynastii Habsburgów.

## Życiorys
Otto był synem króla niemieckiego Albrechta I Habsburga i Elżbiety Tyrolskiej.
Otto, podobnie jak jego brat Albrecht II Kulawy, był pierwotnie przeznaczony do kariery duchownej. Otrzymał staranne wykształcenie. Przez pierwszych 25 lat życia nie miał udziału we władzy. Po śmierci brata Leopolda I Otto zażądał podziału ziem habsburskich i nie wahał się wezwać królów czeskiego i węgierskiego do zbrojnej interwencji. W 1329 r. osiągnął swój cel.
Po śmierci brata Fryderyka Pięknego rządził wraz z bratem Albrechtem Kulawym. Z powodu ułomności fizycznej brata Otto zajmował pozycję dominującą. W 1330 r. obaj bracia zawarli pokój w Haguenau z cesarzem Ludwikiem Bawarskim uznając jego władzę. W zamian za to Otto uzyskał zgodę na przejęcie spadku po Henryku Karynckim i został mianowany w 1330 r. wikariuszem Rzeszy.
Na początku lat 30. Otto za zgodą cesarza rozpoczął wojnę z Czechami, która zakończyła się pokojem w 1332 r. W 1335 r. Habsburgowie zajęli Karyntię i Krainę. Spowodowało to atak Jana Luksemburskiego. Rok później zawarto pokój, w którym czeski monarcha pogodził się z aneksją Karyntii i Krainy przez Habsburgów. Jego syn Jan Henryk Luksemburski otrzymał wówczas Tyrol.

## Życie prywatne
Pierwszą żoną Ottona poślubioną w 1325 r. była Elżbieta (ur. ok. 1305 r., zm. 25 marca 1330 r. w Wiedniu), córka księcia Dolnej Bawarii Stefana I. Z tego małżeństwa pochodzili synowie:
- Fryderyk II (ur. 10 lutego 1327 r., zm. 11 grudnia 1344)
- Leopold II (ur. 1328 r., zm. 10 sierpnia 1344)

Z wdzięczności za narodzenie najstarszego syna (istniały obawy, że dynastia może wymrzeć) Otto ufundował klasztor cystersów w Neuberg w dolinie Mürz.
Drugą żoną Ottona była Anna (ur. 1323 r., zm. 3 września 1338), córka Jana Luksemburskiego.
Otton miał również wiele nieślubnych dzieci, podawani są m.in.:
- Otto,
- Leopold,
- Jan,
- Leopold.

## Przydomek
Przydomek Wesoły powstał ok. 1460 r. i jest związany ze staraniami księcia o rozwój życia dworskiego i literatury. W 1337 r. Otto założył ekskluzywny zakon rycerski Societas Templois usiłując odnowić tradycję rycerzy św. Graala.